# Poisson-papillon de l'île de Pâques
Chaetodon litus
Espèce
Statut de conservation UICN

 LC  : Préoccupation mineure
Le poisson-papillon de l'île de Pâques (Chaetodon litus) est une espèce de poissons de la famille des Chaetodontidae.

## Sous-genre
Le poisson-papillon de l'île de Pâques est un poisson-papillon qui fait partie du sous-genre Lepidochaetodon. En 1984, André Maugé et Roland Bauchot ont proposé d'attribuer cette espèce à leur nouveau genre Heterochaetodon, ce qui donnerait comme nom scientifique pour ce poisson Heterochaetodon litus.

## Morphologie
- Taille : jusqu'à 15 cm.

Sa coloration est gris noir, avec un liseré blanc.

## Biologie et écologie
C'est un poisson corallien qui vit en bancs, et qui se nourrit d'algues et d'invertébrés.

## Répartition
Le poisson-papillon de l'île de Pâques se rencontre à l'île de Pâques, comme son nom l'indique.